# Californication (album)
Californication is het zevende studioalbum van de Red Hot Chili Peppers, dat in 1999 werd uitgebracht. Het is het meest succesvolle album van de groep tot nu toe en verscheen op zowel CD en LP. Californication betekende ook de terugkeer van gitarist John Frusciante, die in 1992 de groep wegens drugsproblemen had verlaten, maar in 1998 opnieuw de plaats innam van Dave Navarro.

## Tracklist
1. "Around the World" - 3:58
2. "Parallel Universe" - 4:30
3. "Scar Tissue" - 3:37
4. "Otherside" - 4:15
5. "Get on Top" - 3:18
6. "Californication" - 5:21
7. "Easily" - 3:51
8. "Porcelain" - 2:43
9. "Emit Remmus" - 4:00
10. "I Like Dirt" - 2:37
11. "This Velvet Glove" - 3:45
12. "Savior" - 4:52
13. "Purple Stain" - 4:13
14. "Right on Time" - 1:52
15. "Road Trippin'" - 3:25

## Hitnotering

### NederlandseAlbum Top 100
| Hitnotering (week 1 t/m 99): 12-06-1999 t/m 12-05-2001 Hitnotering (week 100 t/m 101): 01-09-2001 t/m 08-09-2001 Hitnotering (week 102 t/m 114): 06-07-2002 t/m 21-09-2002 | Hitnotering (week 1 t/m 99): 12-06-1999 t/m 12-05-2001 Hitnotering (week 100 t/m 101): 01-09-2001 t/m 08-09-2001 Hitnotering (week 102 t/m 114): 06-07-2002 t/m 21-09-2002 | Hitnotering (week 1 t/m 99): 12-06-1999 t/m 12-05-2001 Hitnotering (week 100 t/m 101): 01-09-2001 t/m 08-09-2001 Hitnotering (week 102 t/m 114): 06-07-2002 t/m 21-09-2002 | Hitnotering (week 1 t/m 99): 12-06-1999 t/m 12-05-2001 Hitnotering (week 100 t/m 101): 01-09-2001 t/m 08-09-2001 Hitnotering (week 102 t/m 114): 06-07-2002 t/m 21-09-2002 | Hitnotering (week 1 t/m 99): 12-06-1999 t/m 12-05-2001 Hitnotering (week 100 t/m 101): 01-09-2001 t/m 08-09-2001 Hitnotering (week 102 t/m 114): 06-07-2002 t/m 21-09-2002 | Hitnotering (week 1 t/m 99): 12-06-1999 t/m 12-05-2001 Hitnotering (week 100 t/m 101): 01-09-2001 t/m 08-09-2001 Hitnotering (week 102 t/m 114): 06-07-2002 t/m 21-09-2002 | Hitnotering (week 1 t/m 99): 12-06-1999 t/m 12-05-2001 Hitnotering (week 100 t/m 101): 01-09-2001 t/m 08-09-2001 Hitnotering (week 102 t/m 114): 06-07-2002 t/m 21-09-2002 | Hitnotering (week 1 t/m 99): 12-06-1999 t/m 12-05-2001 Hitnotering (week 100 t/m 101): 01-09-2001 t/m 08-09-2001 Hitnotering (week 102 t/m 114): 06-07-2002 t/m 21-09-2002 | Hitnotering (week 1 t/m 99): 12-06-1999 t/m 12-05-2001 Hitnotering (week 100 t/m 101): 01-09-2001 t/m 08-09-2001 Hitnotering (week 102 t/m 114): 06-07-2002 t/m 21-09-2002 | Hitnotering (week 1 t/m 99): 12-06-1999 t/m 12-05-2001 Hitnotering (week 100 t/m 101): 01-09-2001 t/m 08-09-2001 Hitnotering (week 102 t/m 114): 06-07-2002 t/m 21-09-2002 | Hitnotering (week 1 t/m 99): 12-06-1999 t/m 12-05-2001 Hitnotering (week 100 t/m 101): 01-09-2001 t/m 08-09-2001 Hitnotering (week 102 t/m 114): 06-07-2002 t/m 21-09-2002 | Hitnotering (week 1 t/m 99): 12-06-1999 t/m 12-05-2001 Hitnotering (week 100 t/m 101): 01-09-2001 t/m 08-09-2001 Hitnotering (week 102 t/m 114): 06-07-2002 t/m 21-09-2002 | Hitnotering (week 1 t/m 99): 12-06-1999 t/m 12-05-2001 Hitnotering (week 100 t/m 101): 01-09-2001 t/m 08-09-2001 Hitnotering (week 102 t/m 114): 06-07-2002 t/m 21-09-2002 | Hitnotering (week 1 t/m 99): 12-06-1999 t/m 12-05-2001 Hitnotering (week 100 t/m 101): 01-09-2001 t/m 08-09-2001 Hitnotering (week 102 t/m 114): 06-07-2002 t/m 21-09-2002 | Hitnotering (week 1 t/m 99): 12-06-1999 t/m 12-05-2001 Hitnotering (week 100 t/m 101): 01-09-2001 t/m 08-09-2001 Hitnotering (week 102 t/m 114): 06-07-2002 t/m 21-09-2002 | Hitnotering (week 1 t/m 99): 12-06-1999 t/m 12-05-2001 Hitnotering (week 100 t/m 101): 01-09-2001 t/m 08-09-2001 Hitnotering (week 102 t/m 114): 06-07-2002 t/m 21-09-2002 | Hitnotering (week 1 t/m 99): 12-06-1999 t/m 12-05-2001 Hitnotering (week 100 t/m 101): 01-09-2001 t/m 08-09-2001 Hitnotering (week 102 t/m 114): 06-07-2002 t/m 21-09-2002 | Hitnotering (week 1 t/m 99): 12-06-1999 t/m 12-05-2001 Hitnotering (week 100 t/m 101): 01-09-2001 t/m 08-09-2001 Hitnotering (week 102 t/m 114): 06-07-2002 t/m 21-09-2002 |
| Week: | 1 | 2 | 3 | 4 | 5 | 6 | 7 | 8 | 9 | 10 | 11 | 12 | 13 | 14 | 15 | 16 | 17 |
| --- | --- | --- | --- | --- | --- | --- | --- | --- | --- | --- | --- | --- | --- | --- | --- | --- | --- |
| Positie: | 52 | 16 | 12 | 11 | 13 | 11 | 5 | 4 | 5 | 5 | 6 | 7 | 6 | 6 | 6 | 6 | 8 |
| Week: | 18 | 19 | 20 | 21 | 22 | 23 | 24 | 25 | 26 | 27 | 28 | 29 | 30 | 31 | 32 | 33 | 34 |
| Positie: | 12 | 16 | 17 | 16 | 11 | 11 | 13 | 18 | 23 | 28 | 29 | 32 | 43 | 42 | 25 | 18 | 11 |
| Week: | 35 | 36 | 37 | 38 | 39 | 40 | 41 | 42 | 43 | 44 | 45 | 46 | 47 | 48 | 49 | 50 | 51 |
| Positie: | 8 | 4 | 5 | 4 | 4 | 4 | 3 | 3 | 5 | 5 | 8 | 11 | 11 | 12 | 17 | 20 | 11 |
| Week: | 52 | 53 | 54 | 55 | 56 | 57 | 58 | 59 | 60 | 61 | 62 | 63 | 64 | 65 | 66 | 67 | 68 |
| Positie: | 8 | 12 | 16 | 7 | 7 | 3 | 2 | 4 | 5 | 6 | 8 | 10 | 12 | 15 | 17 | 23 | 32 |
| Week: | 69 | 70 | 71 | 72 | 73 | 74 | 75 | 76 | 77 | 78 | 79 | 80 | 81 | 82 | 83 | 84 | 85 |
| Positie: | 35 | 34 | 40 | 44 | 54 | 63 | 67 | 76 | 73 | 69 | 70 | 62 | 45 | 45 | 47 | 48 | 48 |
| Week: | 86 | 87 | 88 | 89 | 90 | 91 | 92 | 93 | 94 | 95 | 96 | 97 | 98 | 99 | 100 | | 101 |
| Positie: | 55 | 56 | 47 | 60 | 66 | 72 | 45 | 54 | 69 | 79 | 86 | 87 | 99 | 97 | 93 | uit | 95 |
| Week: | 102 | | 103 | 104 | 105 | 106 | 107 | 108 | 109 | 110 | 111 | 112 | 113 | 114 | | | |
| Positie: | 96 | uit | 66 | 52 | 46 | 44 | 52 | 50 | 53 | 52 | 53 | 65 | 73 | 81 | uit | | |